# Jacek Losy
Jacek Losy – profesor Uniwersytetu Medycznego im. Karola Marcinkowskiego w Poznaniu, neurolog, członek Komitetu Nauk Neurologicznych PAN (2011–2019).
W 1980 ukończył studia na wydziale lekarskim Akademii Medycznej w Poznaniu, w 1986 uzyskał stopień dr n. med., w 1994 doktora habilitowanego nauk medycznych, a w 2004 otrzymał tytuł profesora. W latach 1998–2023 był kierownikiem Zakładu Neuroimmunologii Klinicznej Katedry Neurologii UM w Poznaniu.
Jacek Losy jest autorem ponad 100 publikacji naukowych, redaktorem monografii naukowych „Stwardnienie rozsiane” oraz „Neuroimmunologia kliniczna”.